# Nik Tarasov
Nik Tarasov (* 1967 in Kranj) ist ein Blockflötist, Dozent, Komponist, Holzblasinstrumentenmacher und Chefredakteur des Blockflötenmagazins Windkanal.

## Leben und Wirken
Nik Tarasov erhielt schon früh Blockflötenunterricht und begann zu komponieren. Er interessierte sich auch für die Kunst und stellte eigene Grafik und Malerei im süddeutschen Raum, der Schweiz und in Slowenien aus.
Die staatliche Reifeprüfung in Kompositionslehre legte er bei Vivienne Olive und Dieter Buwen ab.

### Musikalische Karriere
Tarasov engagierte sich für ein umfangreiches Angebot an Unterrichts- und Wissensmaterial. Seit 2014 ist er Leiter des berufsbegleitenden Blockflötenunterrichts und des Blockflötenensembles bei Mollenhauer Blockflötenbau in Fulda.
2023 kam es zu der CD- bzw. DVD-Einspielung der Brandenburgischen Konzerte gemeinsam mit Michala Petri, die ebenfalls als blockflötistische Solistin wirkte.

### Karriere als Herausgeber, Redakteur und im Blockflötenbau
Tarasov gibt Musiknoten für die Verlage Friedrich Hofmeister Verlag, Verlag Johannes Bornmann, Musikverlag Doblinger und Schott Music heraus. Im Rahmen seines Eigenverlages Aura-Edition beschäftigt er sich mit seltener Blockflötenmusik und musikwissenschaftlichen Publikationen mit dem Schwerpunkt „Blockflöte im 19. Jahrhundert“, dem sogenannten Csakan. Außerdem schreibt er Beiträge für Musikfachmagazine, ist leitender Redakteur bei der Blockflötenzeitschrift Windkanal und Co-Autor beim Lexikon der Flöte sowie dem für Yale University Press erschienenen Buch zur Blockflötengeschichte „The Recorder“.
Er ist mit dem Aufbau, der Betreuung und Restaurierung der „Aeon Workshop Collection“ betreut – einer der weltweit größten Privatsammlungen konzertant spielbarer historischer Blockflöteninstrumente. Er gilt heute als Initiator des modernen Blockflötenbaus in Zusammenarbeit mit namhaften Herstellern. Für die Conrad Mollenhauer GmbH in Fulda entwickelte er die Modelle „Moderne Altblockflöte“ und „Moderne Sopranblockflöte“. Ebenso entwickelte er die elektro-akustische Blockflöte „Elody“. Tarasov ist Mitglied der Geschäftsleitung bei der Firma Mollenhauer und ist verantwortlich für die Bereiche Entwicklung und Qualitätsmanagement.

## Diskografie (Auswahl)
- Cantabile. Bellaphon, 1997
- Johann Sebastian Bach – Brandenburg Concertos 1–6. EuroArts/Deutsche Grammophon, 2008
- Vintgar – Kaleidoscope. Aura, 2013
- Der Csakan – die Blockflöte der Frühromantik. NotaBene, 2014